# Foviella affinis
Foviella affinis är en plattmaskart som beskrevs av Bock 1925. Enligt Catalogue of Life ingår Foviella affinis i släktet Foviella och familjen Procerodidae, men enligt Dyntaxa är tillhörigheten istället släktet Foviella och familjen Uteriporidae. Arten är reproducerande i Sverige. Inga underarter finns listade i Catalogue of Life.